# 이파
이파(李葩,  1515년 1월 13일 - 1571년 9월 15일)는 조선 전기의 왕족이다. 그는 정종의 12번째 서자인 도평군 이말생의 고손자이다. 생전에는 문신 신분이었으나 후대에 제안대군의 양자로 입양되어 왕족의 예에 따라 낙풍군에 추증되었다.
생가 쪽으로는 도평군 말생의 고손자로 증조부는 수성군 이창(壽城君 李昌)이고 조부는 이성군 이서(伊城君 土+犀)이며, 아버지는 석성군 세구(石城君 歲龜)이다. 어머니는 서산류씨(瑞山柳氏)로 필선 류혜동(柳惠同)의 딸이다. 자세한 행적은 전하지 않는다. 생전에는 생원시에 합격하여 전첨을 역임하였다.
사후 증직으로 증 이조참판에 추증되었다가 다시 증 이조판서로 추증되었다. 사후에 9촌 아저씨인 제안대군 현의 계후가 되었다.
이후 1872년(고종 9)에 낙풍군(洛豐君)에 추봉되고, 아들 승지 이희영(李希永)은 경선군(慶宣君)에, 참봉 이희완(李希完)은 경성군(慶星君)에, 사과 이희룡(李希龍)은 경운군(慶雲君)에, 참봉 이희충(李希忠)은 경훈군(慶薰君)에 추증되었고, 관직이 없던 아들 이희직(李希直)에게는 경인군(慶寅君)이 추증되었으며 손자 참봉 이운필(李雲弼)에게는 금천군(錦川君)이 추증되었다.
손자 이응백(李應白)은 금원군(錦原君)을 추증하고, 이선일(李善逸)은 금산군(錦山君)을 추증하고, 이한필(李漢弼)은 금계군(錦溪君)을 추증하고, 현령 이경설(李景卨)은 금릉군(錦陵君)을 추증하였으며, 모두 종정경을 예겸하게 하였다. 증 호조판서 이숙(李淑)에게 금주군(錦州君)을 추증하고 지종정경을 예겸하게 하였다..